# Attaque de Soumpi
Guerre du Mali
Batailles
L'attaque de Soumpi a lieu le 27 janvier 2018, pendant la guerre du Mali.

## Déroulement
Le matin du 27 janvier 2018, le camp militaire de Soumpi, situé près de Niafunké, entre Tombouctou et Mopti, est attaqué par des djihadistes,,. Cette base est alors occupée par des gendarmes, des forces de la garde nationale et des éléments des forces armées maliennes. L'attaque débute vers 4 heures du matin, heure locale, et est menée par une trentaine d'assaillants. Les djihadistes commencent par tirer des roquettes sur le camp, puis ils lancent l'assaut avec des armes automatiques. Après 1h30 de combat, les soldats maliens se replient tandis que les djihadistes pillent le camp avant de se replier vers la Mauritanie à 8h du matin.

## Pertes
Selon des sources militaires anonymes de l'agence Reuters, les combats font 14 morts et 17 blessés dans les rangs de l'armée, contre deux tués du côté des assaillants.
L'armée malienne annonce ensuite dans un bilan officiel déplorer 14 morts et 18 blessés dans ses rangs,.
L'attaque est revendiquée le 29 janvier par le Groupe de soutien à l'islam et aux musulmans qui affirme avoir capturé six véhicules et reconnait quatre morts dans ses rangs,. Il s'agirait de deux Arabes, d'un Peul et d'un Touareg.

## Enquête
Dans un rapport daté du 8 août 2018, des experts indépendants de l'ONU accusent Alkassoum Ag Abdoulaye, le chef d'état-major de la Coalition du peuple pour l'Azawad (CPA), d'avoir coopéré avec le GSIM et d'avoir « participé en personne » à l'attaque de Soumpi pour des raisons opportunistes, son objectif étant surtout de récupérer des armes et des munitions,.